# Ерула
Ѐрула (на италиански и на сардински: Erula) е село и община в Южна Италия, провинция Сасари, автономен регион и остров Сардиния. Разположено е на 457 m надморска височина. Населението на общината е 769 души (към 2010 г.).